# Traktor Tachkent
Maillots
Le Futboli klub Traktor Tachkent (en ouzbek : Футбольний клуб Трактор Тошкент), plus couramment abrégé en Traktor Tachkent, est un ancien club ouzbek de football fondé en 1968 et disparu en 2007, et basé à Tachkent, la capitale du pays.

## Histoire
Pensionnaire du championnat d'Ouzbékistan dès sa création en 1992, le club disparaît quinze ans plus tard à la suite d'une banqueroute. 
Parmi les joueurs ayant porté les couleurs du club, les plus illustres sont les anciens internationaux Nikolay Shirshov, Pavel Solomin, Anzur Ismailov et Aziz Ibragimov.

### Historique
- 1968 : fondation du club[1] sous le nom de Tashavtomash Tashkent. Il change son nom en Traktor deux ans plus tard, en 1970.
- 1975 : premier trophée du club, avec un succès en Coupe d'Ouzbékistan, alors que c'est encore une république soviétique.
- 1986 : le Traktor s'illustre en championnat d'Ouzbékistan, en remportant le titre.
- 1992 : à la suite de l'indépendance du pays vis-à-vis de l'Union soviétique, le Traktor est un des clubs fondateurs du nouveau championnat national. La première édition, la même année, le voit se terminer à la 9e place.
- 2004 : le Traktor obtient son meilleur résultat en Coupe d'Ouzbékistan, en atteignant la finale. Il doit s'incliner face au futur champion, le Pakhtakor Tachkent.
- 2005 : meilleur résultat du club en championnat avec une quatrième place au classement final.
- 2007 : malgré une onzième place au classement, le club doit quitter le championnat à l'issue de la saison, à la suite d'une banqueroute. Il disparaît du paysage footballistique en fin d'année.

## Palmarès
| Compétitions nationales                     | Compétitions soviétiques |
| ------------------------------------------- | --- |
| - Coupe d'Ouzbékistan : - Finaliste : 2004. | - Championnat de la RSS d'Ouzbékistan (2) : - Champion : 1976 et 1986. - Coupe de la RSS d'Ouzbékistan (1) : - Vainqueur : 1975 |

## Entraîneurs du club
- Guennadi Krasnitski (1970)
- Vadim Abramov
- Ravshan Khaïdarov